# 大粒ダイヤ
大粒ダイヤ（おおつぶダイヤ）は、ジャポニカ米に属する粳米のイネ（稲）の品種。育成者権保有者は滋賀県の企業である株式会社トオツカ種苗園芸で、10年間かけて開発された。「ホシアオバ」を花粉親、「夢ごこち」を種子親とする交配によって育成された。

## 概要
粒の大きい良食味多収穫品種で、外食・中食業界を中心に注目されている。2017年（平成29年）2月22日に品種登録され、同年福島県の産地品種銘柄に指定された。品種名には、生産者や消費者に大きな価値を提供したいとの願いが込められている。
熟期は「コシヒカリ」よりやや遅く、「日本晴」よりやや早い。東北地方では晩生になるが、北陸、関東、東山、東海、近畿、中国地方では中生、四国、九州地方では早生として扱われる。平均反収は11反と「日本晴」より２割多収であり、玄米は大粒。耐倒伏性といもち病抵抗性は強く、食味も良い。

## 特性
栽培適地は東北地方中部以南。玄米千粒重は28gと大粒であり、独自の食感をもたらしている。
耐倒伏性は「強」、いもち病抵抗性は「極強」としている。しかしながら、「いもち病耐病性は変化することがあるので注意すること」とも注意書きされている。
穂発芽しやすいため、刈り遅れると籾の状態から発芽してしまうため、刈り遅れに注意する。
水加減を通常の米より1割多くすることで、炊飯米がよりふっくらとした仕上がりになるという。

## 種苗・収穫米の流通について
平成31年（2019年）より、株式会社神明とトオツカ種苗園芸によって「コメ品種「大粒ダイヤ」作付け拡大に係る取組みのお知らせ」が決定され、「大粒ダイヤ」の作付けから集荷・販売までの一元的な取組みが行われるようになった。 トオツカ種苗園芸によって種籾生産が行われ、神明によって収穫米の集荷、及び、市場流通が行われている。